# Sommeromys macrorhinos
Sommeromys macrorhinos — монотиповий вид з родини мишеві (Muridae).

## Етимологія
Назва роду походить від поєднання імені Гельмута Соммера, науковця відділу мамології в Американському музеї природної історії в Нью-Йорку і грецького суфікса -mys — «миша». Видовий епітет означає «великий ніс», з явним натяком на винятковій довжини носових кісток.

## Характеристика
Гризун невеликого розміру, з довжиною голови й тіла 99 мм, довжина хвостова 186 мм, довжина стопи 31 мм і довжина вух 16 мм.
Тіло струнке, з м'яким довгим і щільним хутром. Колір спинної частини темно-буро-сірий, в той час як низ сірувато-білий. Хутро покриває тільки половину передніх лап і близько двох третин задніх. Решта вкрита рідким каштановим волоссям. Вуха великі, овальні, безбарвні, і практично без волосся. Очі оточені темною шкірою. Вуса довжиною 50 мм. Ноги довгі й тонкі. Кожен палець закінчується гострим кігтем. Довгий хвіст приблизно вдвічі довший голови й тіла. Спинна частина тіла темно-коричнева, а низ безбарвний.

## Поширення, екологія
Цей вид відомий тільки з типового місцезнаходження в центрі Сулавесі, Індонезія. Був зібраний на 2400 м. Цей вид був записаний лише з тропічних верхніх гірських дощових лісів, злегка порушених в результаті діяльності людини.

## Звички
Вид худий, комахоїдний, веде нічний спосіб життя, земний, лазячих і деревний.

## Загроза та охорона
Цьому виду ймовірно загрожує вирубка лісів, в основному за рахунок малої заготівлі дров та розчищення землі для вирощування продовольства. Цей вид не зустрічається в охоронюваній зоні. 